# Zichy-kastély (Vajdaszentivány)
A Zichy-kastély (románul: Conacul Zichy) Vajdaszentiványon, Maros megyében található. A Maros egykori medrének meredek partján épült a 18. században klasszicizáló barokk stílusban.
A kastély alapja egy régi udvarház, amely 1779-ben épült. Ez a ferences rendiek tulajdonában volt, majd a 19. század elején a Kemény családhoz kerül, feltehetőleg ők építtették a kastélyt. A kastély utolsó tulajdonosa Melanie Georgina Huberta Josefa Antonia, Zich és Vasonkeo grófnője, becenevén: „Bébi néni”, aki 1949-ig élt a kastélyban. A második világháború után sok más kastéllyal együtt államosították, majd az szocializmus bukása után a Zichy család visszaigényelte és vissza is kapta, jelenleg kulturális központként működik.

## Külső hivatkozások
- A vajdaszentiványi kúria – Adatbank.ro
- Mezőségi kastélyok Archiválva 2017. június 13-i dátummal a Wayback Machine-ben
- Voivodeni Castle (angolul)